# Шабани, Энисс
Энисс Шабани (нем. и алб. Eniss Shabani; родился 29 мая 2003 года, Гисен, Германия) — албанский и немецкий футболист косовского происхождения, полузащитник.

## Клубная карьера
Энисс Шабани — воспитанник «Майнц 05». За вторую команду дебютировал 14 августа 2021 года в матче 1-го тура против «Аалена». Свой первый гол забил в ворота «Айнтрахт (Трир)». За основную команду дебютировал в матче против «Айнтрахт (Франкфурт)».

## Карьера в сборной
За молодёжные сборные Германии сыграл 2 раза.